# Randy Edelman
Randy S. Edelman (* 10. Juni 1947 in Paterson, New Jersey) ist ein US-amerikanischer Filmkomponist.

## Leben
Randy S. Edelman wuchs als Sohn einer Grundschullehrerin und eines Buchhalters in Teaneck auf. Er begann bereits in seiner Kindheit mit dem Pianospiel, besuchte das Cincinnati Music Conservatory und spielte anschließend als Pianist in New York am Broadway. 
Er produzierte mehrere Soloschallplatten mit Songs, von denen einige später mit Barry Manilow, Olivia Newton-John und anderen aufgelegt wurden. In den 1970er Jahren hatte er auch eigene Hitparadenerfolge: Concrete and Clay und The Uptown Uptempo Woman (beide 1976). Anschließend ging er nach Los Angeles, und nach einigen Filmmusiken in den 1970er Jahren begann er ab den 1980er Jahren, für bekannte US-Spielfilme und Fernsehserien die Musik zu schreiben. Sein Schaffen umfasst rund 100 Film- und Fernsehproduktionen.
Randy Edelman ist seit dem 3. Juni 1973 mit der Sängerin und Songwriterin Jackie DeShannon verheiratet.

## Filme (Auswahl)
- 1973: Unternehmen Staatsgewalt (Executive Action)
- 1985–1987: MacGyver (Fernsehserie)
- 1985: Tödliche Schlagzeilen (Scandal Sheet)
- 1987: Alwin und die Weltenbummler (The Chipmunk Adventure)
- 1987: Dennis – Der Quälgeist (Dennis the Menace)
- 1988: Die Wilde von Beverly Hills (Troop Beverly Hills )
- 1988: FBI Academy (Feds)
- 1988: Gefährliche Freundschaft (The Tender)
- 1988: Twins – Zwillinge (Twins)
- 1989: Ghostbusters II
- 1990: Ein verrückt genialer Coup (Quick Change)
- 1990: Kindergarten Cop
- 1990: Komm und sieh das Paradies (Come See the Paradise)
- 1991: Mein böser Freund Fred (Drop Dead Fred)
- 1991: V.I. Warshawski – Detektiv in Seidenstrümpfen (V.I. Warshawski)
- 1992: Ein Hund namens Beethoven (Beethoven)
- 1992: Der letzte Mohikaner (The Last of the Mohicans) (UK: Silber, US: Platin)
- 1992: Ein ehrenwerter Gentleman (The Distinguished Gentleman)
- 1992: Jagt meinen Peiniger! (Taking Back My Life)
- 1992: Mein Vetter Winnie (My Cousin Vinny)
- 1993: Dragon – Die Bruce Lee Story (Dragon: The Bruce Lee Story)
- 1993–1994: Die Abenteuer des Brisco County jr. (The Adventures of Brisco County, Jr.) (Fernsehserie)
- 1993: Gettysburg
- 1993: Eine Familie namens Beethoven (Beethoven's 2nd)
- 1994: Angels – Engel gibt es wirklich! (Angels in the Outfield)
- 1994: Die Maske (The Mask)
- 1994: Greedy
- 1994: Der Traum von Apollo XI (Pontiac Moon)
- 1995: Billy Madison – Ein Chaot zum Verlieben (Billy Madison)
- 1995: Citizen X
- 1995: Der Indianer im Küchenschrank (The Indian in the Cupboard)
- 1995: Pecos Bill – Ein unglaubliches Abenteuer im Wilden Westen (Tall Tale)
- 1995: The Big Green – Ein unschlagbares Team (The Big Green)
- 1995: Während Du schliefst (While You Were Sleeping)
- 1996: Daylight
- 1996: Diabolisch (Diabolique)
- 1996: Dragonheart
- 1996: Mission: Rohr frei! (Down Periscope)
- 1996: The Quest – Die Herausforderung (The Quest)
- 1997: Anaconda
- 1997: Beaver ist los! (Leave It to Beaver)
- 1997: Der 100.000 $ Fisch (Gone Fishin’)
- 1997: Zum Teufel mit den Millionen (For Richer or Poorer)
- 1998: Sechs Tage, sieben Nächte (Six Days Seven Nights)
- 1999: EDtv
- 1999: Hunley – Tauchfahrt in den Tod (The Hunley)
- 2000: The Skulls – Alle Macht der Welt (The Skulls)
- 2000: Tiefe der Sehnsucht (Passion of Mind)
- 2000: Keine halben Sachen (The Whole Nine Yards)
- 2000: Shang-High Noon (Shanghai Noon)
- 2001: Hals über Kopf (Head Over Heels)
- 2001: Ritter Jamal – Eine schwarze Komödie (Black Knight)
- 2001: Jagd auf Mr. Tout (Who Is Cletis Tout?)
- 2001: Mister Undercover (Corky Romano)
- 2001: Osmosis Jones
- 2002: Frank McKlusky – Mann für besondere Fälle (Frank McKlusky, C.I.)
- 2002: xXx – Triple X (xXx)
- 2003: Gods and Generals (mit John Frizzell)
- 2003: National Security
- 2003: Shanghai Knights
- 2004: Connie und Carla (Connie and Carla)
- 2004: Wie überleben wir Weihnachten? (Surviving Christmas)
- 2005: Die Maske 2: Die nächste Generation (Son of the Mask)
- 2006: Die Zehn Gebote (The Ten Commandments)
- 2006: Krumme Geschäfte (The Last Time)
- 2007: Balls of Fury
- 2007: Underdog – Unbesiegt weil er fliegt (Underdog)
- 2008: 27 Dresses
- 2008: Die Mumie: Das Grabmal des Drachenkaisers (The Mummy: Tomb of the Dragon Emperor)
- 2010: Verlobung auf Umwegen (Leap Year)
- 2015: The Boy Next Door
- 2016: Back in the Day
- 2016: Leaves of the Tree
- 2017: Max – Agent auf vier Pfoten (Max 2: White House Hero)
- 2017: A Symphony of Hope (Dokumentarfilm)
- 2019: Backdraft 2
- 2019: Love in Kilnerry

## Chartplatzierungen

### Alben
| Jahr | Titel           | Höchstplatzierung, Gesamtwochen, AuszeichnungChartplatzierungen (Jahr, Titel, Platzierungen, Wochen, Auszeichnungen, Anmerkungen) | Höchstplatzierung, Gesamtwochen, AuszeichnungChartplatzierungen (Jahr, Titel, Platzierungen, Wochen, Auszeichnungen, Anmerkungen) | Höchstplatzierung, Gesamtwochen, AuszeichnungChartplatzierungen (Jahr, Titel, Platzierungen, Wochen, Auszeichnungen, Anmerkungen) | Höchstplatzierung, Gesamtwochen, AuszeichnungChartplatzierungen (Jahr, Titel, Platzierungen, Wochen, Auszeichnungen, Anmerkungen) | Anmerkungen                                                        |
| Jahr | Titel           | DE | AT | CH | US | Anmerkungen                                                        |
| ---- | --------------- | --- | --- | --- | --- | ------------------------------------------------------------------ |
| 2002 | xXx             | DE24 (6 Wo.)DE | AT8 (7 Wo.)AT | CH42 (6 Wo.)CH | US9 Gold · (23 Wo.)US | Soundtrack                                                         |
| 2021 | Ghostbusters II | — | — | CH87 (1 Wo.)CH | — | Soundtrack Erstveröffentlichung 32 Jahre nach Erscheinen des Films |

### Singles
| Jahr | Titel Album                        | Höchstplatzierung, Gesamtwochen, AuszeichnungChartplatzierungen (Jahr, Titel, Album, Platzierungen, Wochen, Auszeichnungen, Anmerkungen) | Höchstplatzierung, Gesamtwochen, AuszeichnungChartplatzierungen (Jahr, Titel, Album, Platzierungen, Wochen, Auszeichnungen, Anmerkungen) | Anmerkungen |
| Jahr | Titel Album                        | UK | US | Anmerkungen |
| ---- | ---------------------------------- | --- | --- | ----------- |
| 1975 | Everybody Wants To Find A Bluebird | — | US92 (4 Wo.)US |             |
| 1976 | Concrete and Clay                  | UK11 (7 Wo.)UK | — |             |
| 1976 | Uptown, Uptempo Woman              | UK25 (7 Wo.)UK | — |             |
| 1977 | You                                | UK49 (2 Wo.)UK | — |             |
| 1982 | Nobody Made Me                     | UK60 (2 Wo.)UK | — |             |

## Auszeichnungen (Auswahl)
Golden Globe Award
- 1993: Nominierung für die Beste Filmmusik mit Der letzte Mohikaner

British Academy Film Award
- 1993: Nominierung für die Beste Filmmusik mit Der letzte Mohikaner